# Wolfgang Manecke
Wolfgang Manecke (* 17. April 1938 in Berlin; † 17. Juli 2017 in Mettenberg)  war ein deutscher Journalist und Organologe. Sein besonderes Verdienst liegt in der erstmaligen umfassenden Erforschung und Dokumentation der Orgellandschaft Oberschwaben. Seine fünf zwischen 1995 und 2014 veröffentlichten Werke der Reihe Historische Orgeln zählen zu den Standardwerken der deutschen Orgelliteratur.

## Leben und Werk
Wolfgang Manecke wurde im Frühjahr 1938 in Berlin geboren. Seine Kindheit war von Flucht und Vertreibung im Zweiten Weltkrieg überschattet. Letztlich ließ sich Manecke in Mettenberg im baden-württembergischen Landkreis Biberach nieder. Er war kaufmännischer Angestellter, dann von 1964 bis 1982 Zeit- und Berufssoldat, ab 1983 freier Unternehmer und danach wieder als Angestellter tätig.
Obwohl in einer musikalischen Familie aufgewachsen, konnte Manecke selbst nicht Orgel spielen. Dennoch faszinierte ihn dieses Instrument derart, dass es ab den 1990er-Jahren sein Leben wesentlich prägte. Bekannt wurde Manecke vor allem durch seine jahrzehntelange Recherche- und Dokumentationsarbeit zu historischen Orgeln in Oberschwaben, die er zunächst gemeinsam mit dem Kirchenmusiker Johannes Mayr und später auch mit dem Orgelbauer Mark Vogl (* 1975) in Archiven und Kirchen vor Ort erforschte. Im Ergebnis entstanden zwischen 1995 und 2014 fünf reich bebilderte Nachschlagewerke über historische Orgeln, die landkreisbezogen detaillierte und systematisch erfasste Informationen zu Orgelbauern, Werkstätten und Instrumenten enthalten. Sie wurden in Fachkreisen zu viel zitierten Nachschlagewerken und sind weltweit in Bibliotheken zu finden.
Manecke war langjähriges Mitglied der Gesellschaft der Orgelfreunde. Er publizierte Beiträge über historische Orgeln und Orgelbauer in der Fachzeitschrift Ars Organi und in den Heimatkundlichen Blättern für den Kreis Biberach. Im Jahr 1999 gehörte er zu den Gründungsmitgliedern des gemeinnützigen Vereins „Historische Orgeln in Oberschwaben e. V.“, der nach der Veröffentlichung des fünften Bandes der Reihe Historische Orgeln Ende 2015 aufgelöst wurde.
Von 1998 an bis 2011 war Manecke als freier Journalist für verschiedene Lokalzeitungen tätig und legte hierbei einen Schwerpunkt auf die Berichterstattung über Musikveranstaltungen; insbesondere interessierte er sich hierbei für die Blasmusik und war als „Blasmusikreporter“ der Schwäbischen Zeitung bekannt. Aus dieser Tätigkeit heraus entstand im Jahr 2013 sein Buch Polka, Marsch und Sinfonie-Blasmusik zwischen Ulm und Bodensee.
Am 20. November 2015 wurde Wolfgang Manecke zur Würdigung seiner Verdienste um die Dokumentation der Orgelgeschichte in Oberschwaben mit dem Bundesverdienstkreuz am Bande geehrt. Die Gesellschaft Oberschwaben für Geschichte und Kultur verlieh ihm am 11. Juni 2016 in Bad Schussenried den „Preis für Heimatgeschichte“. Die Laudatio bei der Verleihung hielt der Musikwissenschaftler Michael Gerhard Kaufmann.
Wolfgang Manecke wurde 79 Jahre alt. Er starb nach längerer Krankheit am 17. Juli 2017 und wurde in seinem Heimatort Mettenberg beigesetzt.

## Ehrungen
- 2015: Bundesverdienstkreuz am Bande
- 2016: Preis für Heimatgeschichte

## Veröffentlichungen (Auswahl)
- Historische Orgeln in Oberschwaben. Der Landkreis Biberach. (mit Johannes Mayr), Schnell & Steiner, Regensburg 1995, ISBN 3-7954-1069-X.
- Historische Orgeln in Ulm und Oberschwaben: Pfeifenorgeln im Alb-Donau-Keis, in Ulm, Hayingen und Zwiefalten (mit Johannes Mayr), Süddeutsche Verlagsgesellschaft, Ulm 1999, ISBN 978-3-88294-268-2.
- Historische Orgeln in Oberschwaben. Der Landkreis Ravensburg. (mit Johannes Mayr und Mark Vogl), Kunstverlag Fink, Lindenberg 2006, ISBN 978-3-89870-250-8.
- Historische Orgeln im Dreiländerkreis Sigmaringen. (mit Mark Vogl), Gmeiner, Meßkirch 2010, ISBN 978-3-8392-1152-6.
- Polka, Marsch und Sinfonie: Blasmusik zwischen Ulm und dem Bodensee. Biberacher Verlagsdruckerei, Biberach 2013, ISBN 978-3-943391-28-2.
- Historische Orgeln im Bodenseekreis. (mit Mark Vogl), Gmeiner, Meßkirch 2014, ISBN 978-3-8392-1639-2.
- 50 Jahre Südweststaat: Biberach stimmt mit großer Mehrheit für das neue Bundesland. In: Heimatkundliche Blätter für den Kreis Biberach. 1999 22/25 (1999), S. 72–75.
- Ein saumfertiger Träumer: Johann Matthäus Schmahl und seine Orgel in der Evangelischen Pfarrkirche Berghülen. In: Orgel international, 2000, S. 333–335.